# توئلیو

لوگوی شرکت توئلیو

توئلیو (انگلیسی: Twilio) شرکت فناوری اطلاعات آمریکایی است، که در سال ۲۰۰۸ تأسیس شد.